# Молчанова, Мария Владимировна
Мария Владимировна Молчанова (род. 24 января 1988, Краснокамск, Пермская область) — российская самбистка, чемпионка и призёр чемпионатов России и мира, чемпионка Европы, Заслуженный мастер спорта России. Родилась и живёт в городе Краснокамск. Выступала в легчайшей (до 48 кг) и полулёгкой (до 52 кг) весовых категориях. Тренер Марии Молчановой – Рустам Глусович Мухаметшин .

## Спортивные результаты
- Чемпионат России по самбо среди женщин 2009 года — ;
- Чемпионат России по самбо среди женщин 2010 года — ;
- Чемпионат России по самбо среди женщин 2011 года — ;
- Чемпионат России по самбо среди женщин 2012 года — ;
- Чемпионат России по самбо среди женщин 2013 года — ;
- Чемпионат России по самбо среди женщин 2014 года — ;
- Чемпионат России по самбо 2015 года — ;
- Чемпионат России по самбо 2016 года — ;
- Чемпионат России по самбо 2017 года — ;
- Чемпионат России по самбо 2018 года — ;
- Чемпионат России по самбо 2019 года — ;
- Чемпионат России по самбо 2020 года — ;
- Чемпионат России по самбо 2021 года — ;
- Чемпионат России по пляжному самбо 2023 года — ;